# Ахтарски лиман
Ахтарски лиман (рус. Ахтарский лиман) плитка је лагуна уз источну обалу Азовског мора, на југозападу европског дела Руске Федерације. Административно припада Краснодарској покрајини, односно њеном Приморско-ахтарском општинском рејону.
Површина лагуне је око 65 km², а максимална дубина не прелази 2 метра. Припада Ахтарско-гривенској групи Кубањских лимана. Главни извор свеже воде у лиману је река Кирпили са којом је повезан преко суседног Кирпиљског лимана. Са отвореним морем је повезан пролазом ширине до 2,7 км. Максимална дужина је око 13 км, а ширина до 6 км. На североисточној обали Ахтарског лимана налази се град Приморско-Ахтарск.
У току лета у најплићим деловима лагуне температура воде достиже вредности између 32 и 35 °C.